# Sidney Saunders
Sidney Saunders (* 13. Mai 1894 in England; † 21. November 1967 in Orange, Orange County, Kalifornien, Vereinigte Staaten) war ein US-amerikanischer Filmtechniker, der bei der Oscarverleihung 1934 den sogenannten Oscar für technische Verdienste (Technical Achievement Award) erhielt.

## Biografie
Saunders war als Filmtechniker bei der Fox Film Corporation sowie RKO Radio tätig und gehörte 1933 zum Stab bei der Verfilmung von King Kong und die weiße Frau.
1934 erhielt er zusammen mit Fred Jackman von Warner Bros. den Oscar für technische Verdienste „für die Entwicklung und effektive Nutzung des durchscheinenden Zellulose-Bildschirms in der Verbundfotografie“.